# Lepidopoda
Lepidopoda é um gênero de traça pertencente à família Brachodidae.